# Leichtathletik-Weltmeisterschaften 2017/Teilnehmer (Ecuador)
| Gelbes Symbol für Goldmedaillen mit stilisierten Olympischen Ringen | Graues Symbol für Silbermedaillen mit stilisierten Olympischen Ringen | Braundes Symbol für Bronzemedaillen mit stilisierten Olympischen Ringen |
| ------------------------------------------------------------------- | --------------------------------------------------------------------- | ----------------------------------------------------------------------- |
| —                                                                   | —                                                                     | —                                                                       |

Von Ecuador wurden elf Athletinnen und sechs Athleten für die Leichtathletik-Weltmeisterschaften 2017 in London nominiert.

## Ergebnisse

### Frauen

#### Laufdisziplinen
| Athletin                                                                         | Disziplin   | Vorlauf    | Vorlauf | Halbfinale         | Halbfinale         | Finale             | Finale             |
| Athletin                                                                         | Disziplin   | Zeit       | Platz   | Zeit               | Platz              | Zeit               | Platz              |
| -------------------------------------------------------------------------------- | ----------- | ---------- | ------- | ------------------ | ------------------ | ------------------ | ------------------ |
| Marizol Landázuri                                                                | 100 m       | 11,59 s    | 34      | nicht qualifiziert | nicht qualifiziert | nicht qualifiziert | nicht qualifiziert |
| Ángela Tenorio                                                                   | 100 m       | 11,33 s    | 25      | nicht qualifiziert | nicht qualifiziert | nicht qualifiziert | nicht qualifiziert |
| Maritza Guamán                                                                   | 20 km Gehen |            |         |                    |                    | 1:33:06 h          | 28                 |
| Johana Ordóñez                                                                   | 20 km Gehen |            |         |                    |                    | 1:36:27 h          | 41                 |
| Paola Pérez                                                                      | 20 km Gehen |            |         |                    |                    | 1:30:09 h          | 13                 |
| Angela Brito                                                                     | Marathon    |            |         |                    |                    | 2:58:21 h          | 72                 |
| Rosa Chacha                                                                      | Marathon    |            |         |                    |                    | 2:37:50 h          | 32                 |
| Carmen Toaquiza                                                                  | Marathon    |            |         |                    |                    | 2:48:45 h          | 61                 |
| Yuliana Angulo Maribel Caicedo Romina Cifuentes Marizol Landázuri Ángela Tenorio | 4 × 100 m   | 43,94 s SB | 12      |                    |                    | nicht qualifiziert | nicht qualifiziert |

### Männer

#### Laufdisziplinen
| Athlet             | Disziplin   | Vorlauf | Vorlauf | Halbfinale | Halbfinale | Finale          | Finale |
| Athlet             | Disziplin   | Zeit    | Platz   | Zeit       | Platz      | Zeit            | Platz  |
| ------------------ | ----------- | ------- | ------- | ---------- | ---------- | --------------- | ------ |
| Bayron Piedra      | 10.000 m    |         |         |            |            | 28:50,72 min SB | 21     |
| Mauricio Arteaga   | 20 km Gehen |         |         |            |            | 1:22:28 h SB    | 28     |
| Brian Pintado      | 20 km Gehen |         |         |            |            | 1:21:17 h PB    | 18     |
| Andrés Chocho      | 50 km Gehen |         |         |            |            | DSQ             | −      |
| Claudio Villanueva | 50 km Gehen |         |         |            |            | 3:49:27 h PB    | 18     |
| Segundo Jami       | Marathon    |         |         |            |            | 2:24:28 h       | 57     |